# Gaëtan Laborde
Gaëtan Laborde (ur. 3 maja 1994 w Mont-de-Marsan) – francuski piłkarz, występujący na pozycji środkowego napastnika we francuskim klubie OGC Nice. Były młodzieżowy reprezentant Francjii. 
Wychowanek i kilkuletni zawodnik Girondis Bordeaux. W swojej karierze występował również m.in. w takich klubach jak: Montpellier, Brest, Stade Rennais czy Crvena Zvezda.

## Kariera juniorska
Laborde jako junior grał dla dwóch klubów – Stade Montois w latach 2000-2008 i dla Girondins Bordeaux w latach 2008-2011. Dla tego drugiego zespołu grę rozpoczynał on od drużyny do lat 15 (sezon 2008/2009). Kolejne dwa sezony Francuz spędził w drużynie do lat 17. Ostatnie lata w szkółce Bordeaux zawodnik ten spędził w drużynie do lat 19.

## Kariera seniorska
Laborde swoją seniorską karierę piłkarską rozpoczynał w rezerwach Girondins Bordeaux. Do 2014 roku Francuz zagrał dla nich w 40 meczach, strzelając 7 goli. Zawodnik ten był raz wypożyczony z Bordeaux B – do Red Star FC dla którego wystąpił 24 razy i zdobył 14 bramek. W 2013 roku Francuza awansowano do pierwszej drużyny Girondins Bordeaux. Laborde wybiegał w jej barwach na murawę w 58 spotkaniach, strzelając przy tym 9 goli. Zawodnika z Bordeaux wypożyczano dwukrotnie - do Stade Brestois na sezon 2014/2015 (26 meczów, 2 bramki) oraz do Clermont Foot na drugą połowę sezonu 2015/2016 (18 meczów, 8 bramek). Na pierwszą połowę sezonu 2015/2016 Francuza cofnięto do Girondins Bordeaux B. W tym czasie napastnik ten rozegrał 10 spotkań i zdobył jednego gola. Laborde 16 sierpnia 2018 przeniósł się do Montpellier HSC, za 3 mln € wraz z bonusami. Dla tego klubu Gaëtan wystąpił w 106 meczach, strzelając przy tym 36 bramek.

## Kariera reprezentacyjna
| Reprezentacja              | Lata      | Data debiutu/przeciwnik                                   | Mecze | Gole |
| -------------------------- | --------- | --------------------------------------------------------- | ----- | ---- |
| Reprezentacja Francji U-17 | 2011      | \|25 marca 2011 - przeciwko Gruzji ( 2 : 0 )              | 6     | 0    |
| Reprezentacja Francji U-18 | 2011      | 23 sierpnia 2011 - przeciwko Czechom ( 2 : 1 )            | 5     | 0    |
| Reprezentacja Francji U-19 | 2013      | 7 czerwca 2013 - przeciwko Bośni i Hercegowinie ( 0 : 1 ) | 1     | 0    |
| Reprezentacja Francji U-20 | 2013-2014 | 8 września 2013 - przeciwko Kongo ( 3 : 0 )               | 1     | 0    |

## Sukcesy

### Girondins Bordeaux
- Coupe Gambardella: 2013